# Nahavand
Nahavand este un oraș din Iran.